# Рельеф

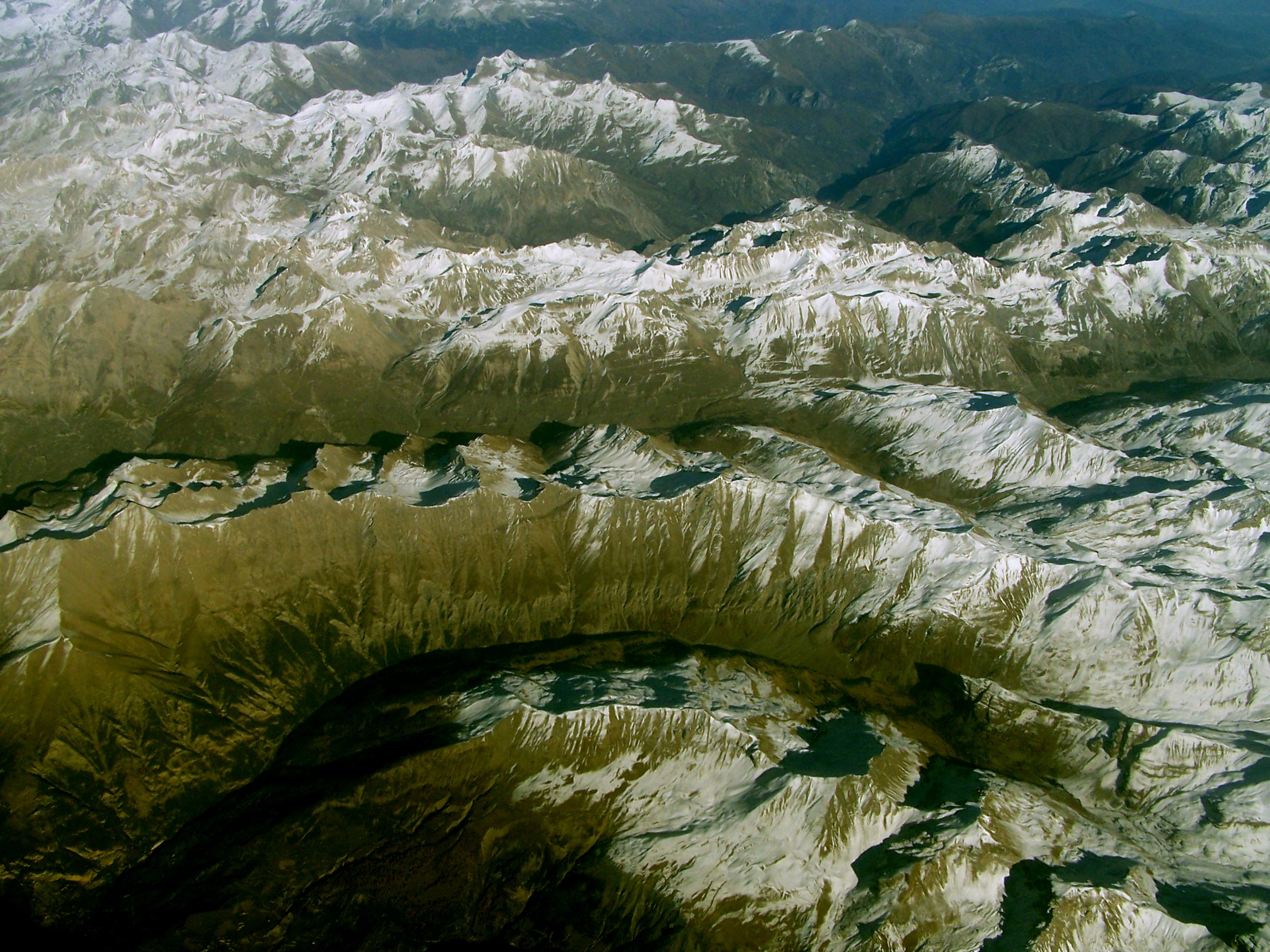
Рельеф земной местности на снимке.

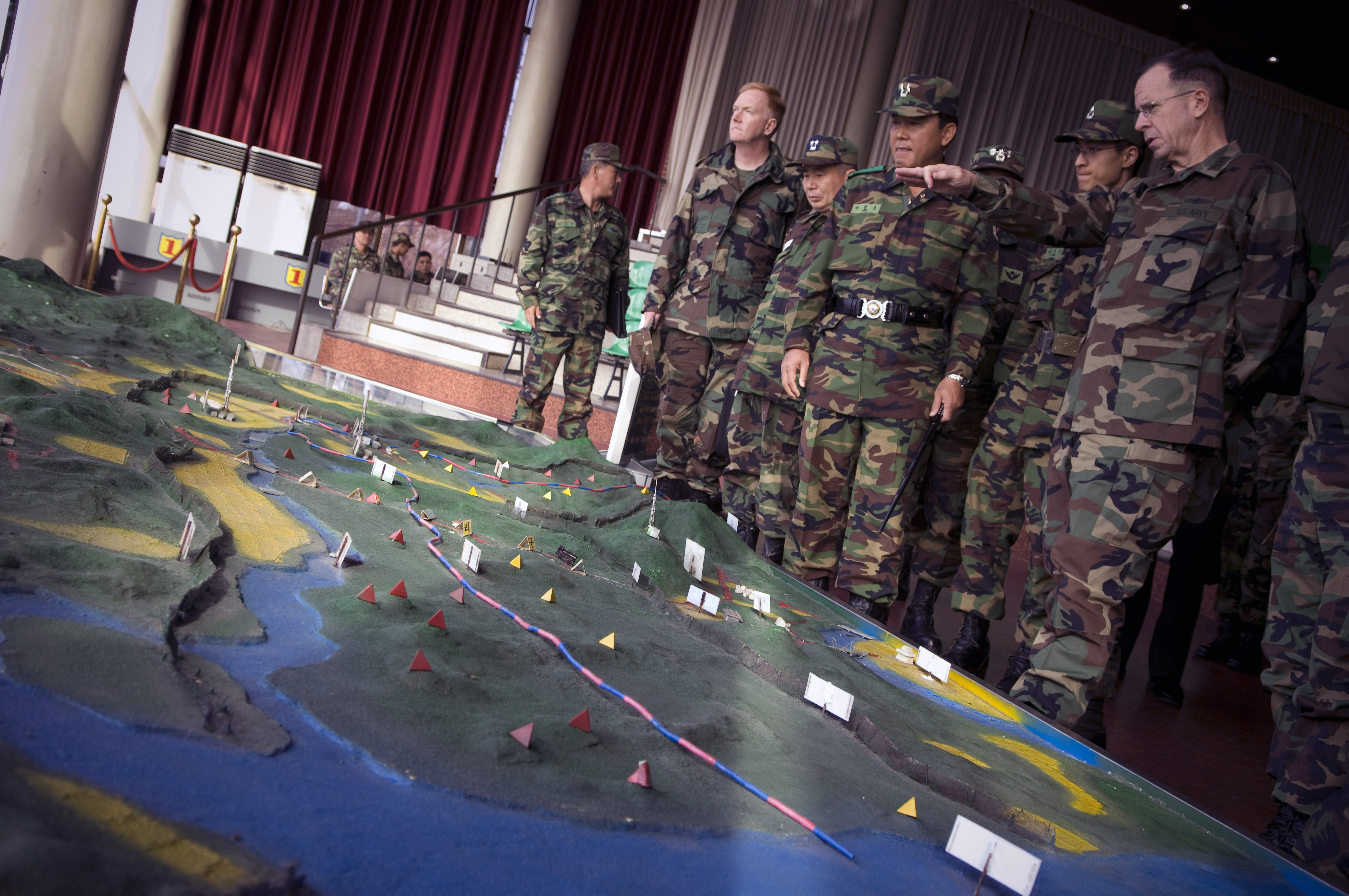
Макет с рельефом местности.

Релье́ф (фр. relief, от лат. relevo «поднимаю») — что-либо выпуклое, возвышенное на плоскости, форма, очертания поверхности (территории), совокупность неровностей твёрдой земной поверхности (например, земной коры) и иных твёрдых планетных тел, разнообразных по очертаниям, размерам, происхождению, возрасту и истории развития. 
Рельеф слагается из положительных и отрицательных форм. Рельеф является объектом изучения геоморфологии и важнейшим компонентом географической оболочки. Во-первых, рельеф является базисом для природных территориальных комплексов (ПТК). Во-вторых, рельеф перераспределяет влагу и тепло (то есть вещество и энергию) по земной поверхности.

## Рельефообразующие процессы
Рельеф образуется и развивается главным образом в результате длительного одновременного воздействия на земную поверхность эндогенных (внутренних) и экзогенных (внешних) процессов. Процессы, формирующие рельеф, называются агентами рельефообразования (денудации или аккумуляции).
Геоморфология сосредоточена на количественном анализе взаимосвязанных процессов, таких как роль солнечной энергии, скорость круговорота воды и скорость движения плит для вычисления возраста и ожидаемого будущего отдельных форм рельефа. Использование точной вычислительной техники даёт возможность непосредственно наблюдать такие процессы, как эрозия, в то время как ранее можно было основываться на предположениях и догадках. Компьютерное моделирование также очень ценно для тестирования определённой модели территории со свойствами, которые схожи с реальной территорией.

## Уровни рельефа
В геоморфологии выделяют три уровня рельефа: 
- Элементы рельефа;
- Формы рельефа;
- Комплексы рельефа.

### Элементы рельефа
Элементы рельефа — это простейшие составляющие рельефа: точки, линии и поверхности. Поверхности или грани рельефа относят к элементам первого рода, а точки и линии к элементам второго рода. Элементы рельефа второго рода образуются при пересечении двух (линий) или более (точки) элементов первого рода.
По форме элементы первого рода рельефа могут быть плоскими, выпуклыми, вогнутыми и комбинированными (выпукло-вогнутыми, вогнуто-выпуклыми, волнистыми, ступенчатыми и др.). По крутизне (наклону) среди элементов первого рода выделяют горизонтальные (0°, 5 % суши Земли), субгоризонтальные (более 0° до 2°, 15 % суши Земли) и склоны (более 2°, 80 % суши Земли).
Линии или рёбра рельефа разделяют поверхности, падающие в разные стороны (тальвег, водораздел) либо падающие в одну сторону поверхности разной крутизны (бровка, тыловой шов (подошва, подножье)).
К точкам рельефа относятся горные вершины и днища конусообразных воронок.

### Формы рельефа
Подробнее см. Форма рельефа
Форма рельефа — конкретные неровности земной поверхности, представляющие собой поверхность, облегающую трёхмерное объёмное тело и состоящие из элементов рельефа или более простых форм рельефа. Формы рельефа могут быть простыми и сложными, положительными и отрицательными, открытыми и замкнутыми.
Комплексы рельефа:
«Комплекс рельефа» — совокупность форм рельефа, сходных по какому-либо признаку: внешне (морфологически), по происхождению, по возрасту.

## Возраст рельефа
Важнейшей задачей геоморфологии является определение возраста рельефа. Возраст рельефа — время (либо прошедшее) деятельности агента рельефообразования, сформировавшего неровность и придавшего ей основные черты. В геоморфологии, как и в геологии используют абсолютный и относительный возраст.
Относительный возраст можно рассматривать в нескольких аспектах. В. Девис утверждал, что развитие рельефа — стадиальный процесс, так как у каждой формы рельефа можно выделить начальную стадию, стадии юности, зрелости и старости (дряхлости). С другой стороны, можно определять возраст по сравнению с другими формами рельефа. Тогда пользуются словами моложе, старше (древнее). Также для определения относительного возраста можно пользоваться Геохронологической шкалой.
Абсолютный возраст рельефа определяется в годах. Это стало возможным благодаря развитию современных методов датировки: радиоизотопного, палеомагнитного.

## Способы изображения рельефа
На крупномасштабных топографических и спортивных картах рельеф изображают изогипсами — горизонталями, числовыми отметками и дополнительными условными знаками. На мелкомасштабных топографических и физических картах рельеф обозначается цветом (гипсометрической окраской с чёткими или размытыми ступенями) и отмывкой.